# 陳泰 (洪武進士)
陳泰（14世紀—15世紀），湖廣衡州府衡山縣人，明朝政治人物。

## 生平
陳泰是洪武二十年（1387年）丁卯科湖廣鄉試舉人，二十一年（1388年）戊辰科進士。授兵科給事中，二十五年（1392年）論劾左僉都御史桂滿毀謗他人、無人臣禮，惟對方獲明太祖寬免，後加授兵部尚書致仕，回鄉後奉旨興建修敕書樓及文廟，有碑記念此事。

## 引用
1. 1 2  道光《衡山縣志·卷三十六·選舉》：進士……明 陳泰 《湖南通志》洪武二十一年戊辰科任泰亨榜，官兵科給事中，加授兵部尚書致仕，奉旨命建修敕書樓並文廟，有碑記。二十一年，邑舊志作二十三年誤。……舉人……明……陳泰 《湖南通志》洪武二十年丁卯科，餘詳進士
2. ↑  《明太祖高皇帝實錄》·卷二百十五：（洪武二十五年正月）辛亥給事中陳泰劾奏左僉都御史桂滿欺罔請寘于法，特江寧縣役夫自刎死，滿奏為人所殺，上詰之再三固執其辭，故泰劾滿有誣罔之罪，無人臣禮，上曰：「恐滿實不知，姑宥之。」